# Schillerstraße
Schillerstraße was een Duitse televisieserie.

## Concept en inhoud
Plaats van handeling is een woonkamer in de fictieve Schillerstraße nr. 9 in Keulen, waarin de huurder Jürgen Vogel bezoek krijgt van familie of vrienden. Later werd de rol van huurder overgenomen door Cordula Stratmann. De acteurs, die op enkele uitzonderingen na hun eigen naam gebruiken, waren vooraf slechts op de hoogte van het thema van de aflevering. Het totale verhaal moest zoveel mogelijk geïmproviseerd worden. Via een oortje kregen de acteurs aanwijzingen van de spelleider, die ze moesten inpassen in het verhaal. Er werd niet geknipt in de uitzending, zelfs ongelukjes werden niet verwijderd. Het format werd ontwikkeld door de uitvoerende producente Maike Tatzig. Ze belastte zich vanaf september 2005 met de functie van spelleider, die eerder werd waargenomen door Georg Uecker. 

## Ontwikkeling
Schillerstraße liep sinds 3 september 2004 bij de Duitse tv-zender Sat.1. Cordula Stratmann speelde de huurster, terwijl George Uecker zich belastte met de rol van spelleider. De oorspronkelijke afleveringen van een half uur in het latere avondprogramma hadden zulk een groot succes, dat in januari 2005 de zendtijd met een uur werd verlengd. Op 26 januari 2007 vierde de Schillerstraße de 100e aflevering met een 90 minuten durende special, waarin werd teruggekeken naar de 99 voorgaande afleveringen. In de herfst van 2005 belastte producente Maike Tatzig zich vanaf aflevering 46 met de rol van spelleider.
In april 2006 werd de podiumoppervlakte verdubbeld. Opdat de uitzending ook zonder Cordula Stratmann zinvol plaats kon vinden (ze had een zwangerschapsverlof in de vorm van een zogenaamde vermageringskuur), werd naast de woning van Stratmann het café Schillereck als podium ingericht. Eigenaar is Cordula's vriend Bernhard Hoëcker. De podia stonden in een rechte hoek tot elkaar. Om beide podia zonder ombouw in een uitzending te kunnen gebruiken, werd een draaibare toeschouwerstribune geconstrueerd. Stratmann maakte na de zomerpauze van 2007 bekend, dat ze niet meer wenste mee te werken aan de format. Voor haar in de plaats kwam Jürgen Vogel als nieuwe huurder. Vanaf januari 2009 werd uitgezonden in breedbeeldformaat 16:9.
Naar aanleiding van slechte kijkcijfers liep op het einde van februari 2011 de vooralsnog laatste aflevering van Schillerstraße. Momenteel zijn geen verdere afleveringen gepland.

## Internationaal succes
Na het verrassend grote succes bij het Duitse publiek werd het format internationaal aangeprezen. De rechten werden verkocht aan het mediaconcern FOX, die het programmaconcept voor de Verenigde Staten, het Verenigd Koninkrijk, Australië, Nieuw-Zeeland en Canada publiceren willen. Bovendien werden de rechten verkocht naar Frankrijk, Italië, Spanje, België, Nederland, Finland, Roemenië, Hongarije, Israël en Turkije. Sinds 13 september 2009 loop de uitzending ook in Rusland onder de naam Южное Бутово (Juschnoje butowo).

## Trivia
In september 2014 zond RTL vier afleveringen uit van de tv-serie HotelZuhause:Bitte stören!, die volgens FAZ 'eine lauwarme Neuauflage der Schillerstraße' is en desondanks door RTL als eerste ImproSitcom op de Duitse televisie werd aangekondigd.

## Onderscheidingen
- 2005: Rose d’Or Persprijs
- 2005: Deutscher Comedypreis als beste Impro-Comedy
- 2005: Deutscher Fernsehpreis als beste Comedy-Show
- 2006: Goldene Romy voor het beste programma-idee
- 2006: Radio Regenbogen Award 2005 in de categorie Comedy 2005